# János Gyarmati
János „Gyurcsó” Gyarmati (ur. 8 lutego 1910 w Tápiószele, zm. 27 sierpnia 1974 w Budapeszcie) – węgierski piłkarz i trener piłkarski.

## Biografia
Do 1930 roku był zawodnikiem Vasas FC. W. sezonie 1930 występował w Ferencvárosi FC, gdzie zagrał w trzech meczach pucharowych, strzelając dwa gole. W latach 1932–1938 i 1939–1941 występował w Szegedi EAK. Trzykrotnie wystąpił w reprezentacji, w meczach przeciwko Szwajcarii (2:0), Portugalii (0:4) i Luksemburgowi (6:0). Od 1941 roku był grającym trenerem Budapesti Vasutas SC. W 1953 roku był trenerem juniorskiej reprezentacji NRD, następnie prowadził takie wschodnioniemieckie kluby, jak Dynamo Drezno, DHfK Leipzig i Vorwärts Berlin. W latach 1955–1957 był trenerem reprezentacji NRD. Zmarł po ciężkiej chorobie w 1974 roku. Został pochowany na cmentarzu Rákoskeresztúr.